# Thionia borinquensis
Thionia borinquensis är en insektsart som beskrevs av Dozier 1931. Thionia borinquensis ingår i släktet Thionia och familjen sköldstritar. Inga underarter finns listade i Catalogue of Life.